# Paul Mulders
Paul de la Cruz Mulders (* 16. ledna 1981 Amsterdam, Nizozemsko) je nizozemsko-filipínský fotbalový záložník a reprezentant Filipín, od roku 2017 hráč filipínského týmu Global FC.

## Klubová kariéra
- AVV Zeeburgia (mládež)[1]
- AFC Ajax (mládež)[1]
- HFC Haarlem (mládež)[1]
- HFC Haarlem 2000–2005
- SC Cambuur 2005–2007
- FC Omniworld 2007–2009
- AGOVV Apeldoorn 2009–2011
- ADO Den Haag 2011–2013
- Global FC 2013
- SC Cambuur 2014
- Ceres-La Salle FC 2014–2016
- Global FC 2017–

## Reprezentační kariéra

### Filipíny
V A-mužstvu reprezentace Filipín debutoval v roce 2011.